# Estádio Rambergsvallen
Rambergsvallen foi um recinto municipal de futebol e atletismo na cidade sueca de Gotemburgo.	Tinha capacidade para receber 7 000 pessoas  e era utilizado como casa do clube BK Häcken. Foi inaugurado em 1935 e demolido em 2013, sendo substituído pela Bravida Arena em 2015.